# The Medúlla Videos
The Medúlla Videos è la raccolta dei videoclip dei singoli del disco Medúlla dell'artista islandese Björk. Il DVD contiene anche un documentario, intitolato Triumph of a Heart: Stories Behind the Music Video, sulla realizzazione del video Triumph of a Heart.

## Tracce
Videoclip
1. Oceania
2. Who Is It
3. Triumph of a Heart
4. Desired Constellation
5. Where Is the Line

Documentario
1. Triumph of a Heart: Stories Behind the Music Video